# Silvio Ranzi
Silvio Ranzi (Roma, 16 ottobre 1902 – Milano, 16 aprile 1996) è stato un biologo e zoologo italiano.

## Biografia
Nasce a Roma  nel  1902, dove si laurea nel 1924 sotto  la guida di Federico Raffaele, da cui apprende  l'embriologia descrittiva .
Professore di zoologia presso l'Università degli Studi di Milano dal 1930. Eseguì, anche con la collaborazione di suoi allievi, numerose ricerche sperimentali soprattutto nel campo dell'embriologia comparata (organo di senso spiracolare dei Selaci, sacco endolinfatico dei Vertebrati), della fisiologia dello sviluppo (rapporti istofisiologici fra l'embrione e l'utero dei Selaci), della chimica dell'embrione.
È stato uno dei XL della Società italiana delle scienze, socio nazionale dell'Accademia Nazionale dei Lincei (1971), della Pontificia accademia delle scienze  e socio fondatore del Gruppo Embriologico Italiano.
Ha pubblicato alcune opere di carattere generale: Biologia animale (con Pasquale Pasquini, 1940) e Istituzioni di zoologia (1952).
Riposa nell'edicola familiare al cimitero di Lambrate.